# Naourski
Le Raïon de Naourski (en russe : Нау́рский райо́н; en tchétchène : Нӏовран кӏошт) est l'un des 15 raions de la Tchétchénie.